# Sagres (piwo)

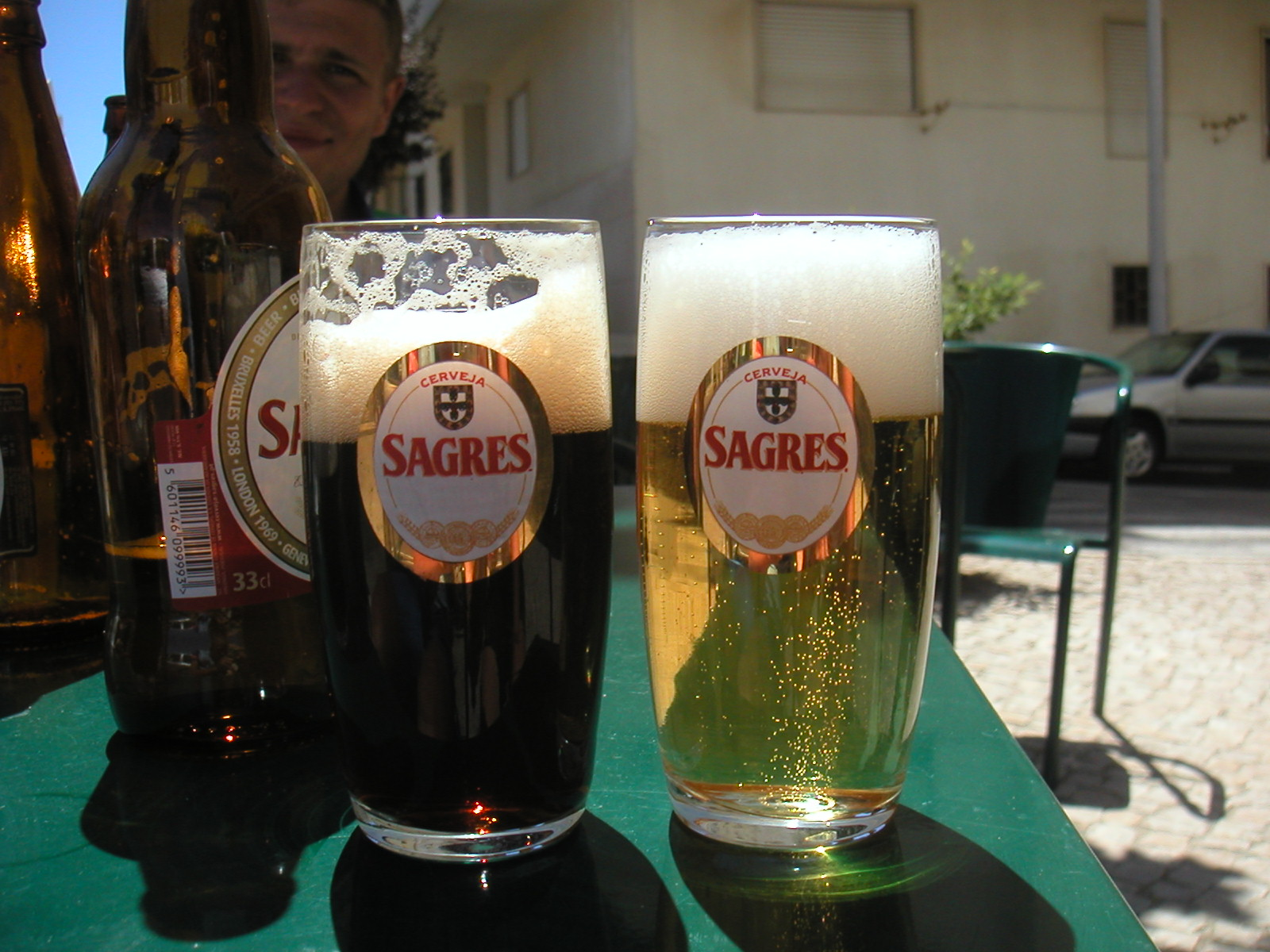
Sagres Preta (po lewej) i Branca

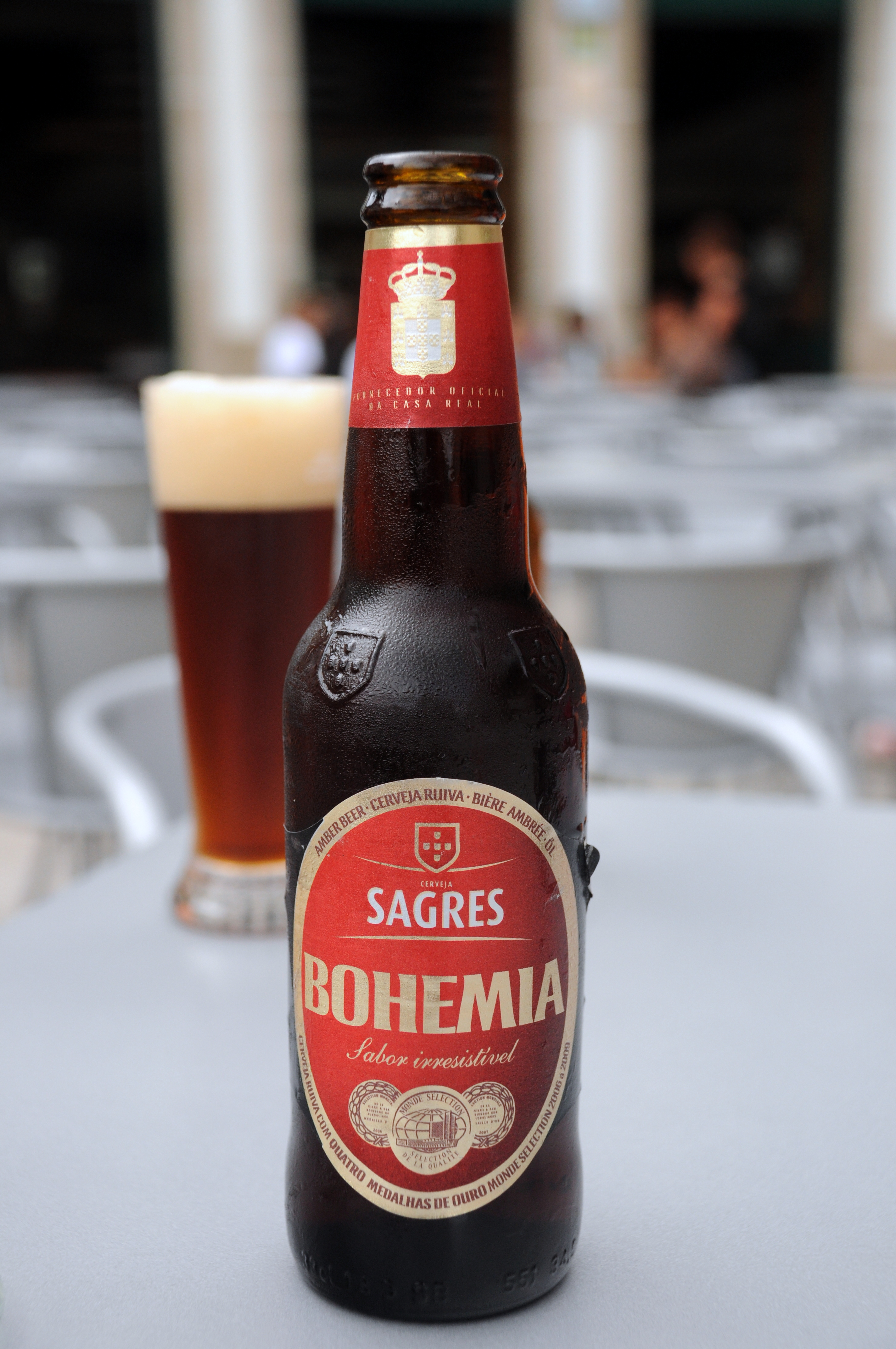
Butelka piwa Sagres Bohemia

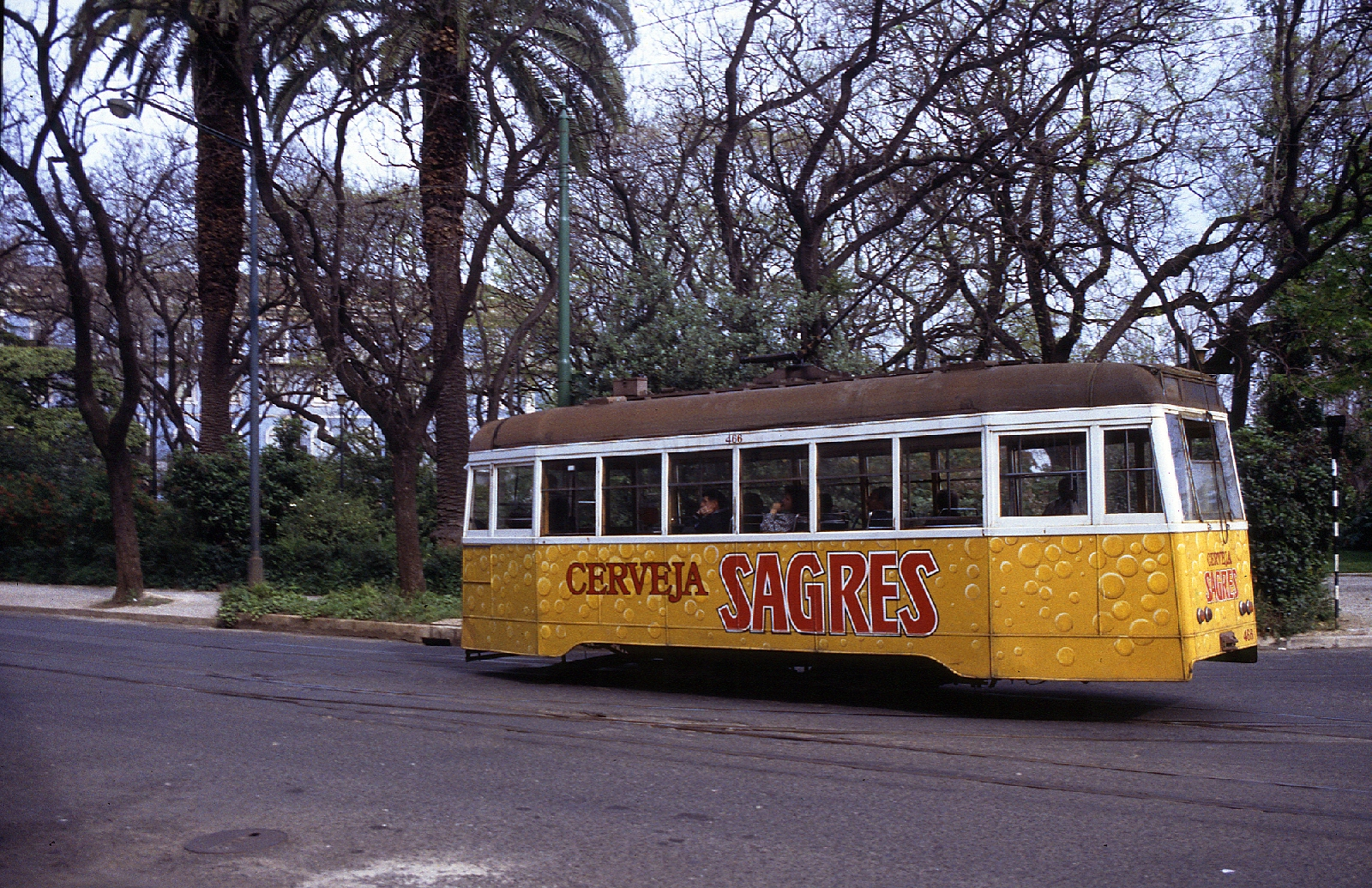
Lizboński tramwaj z reklamą marki Sagres (1985)

Sagres (wym. [ˈsaɣɾɨʃ]) – marka portugalskiego piwa. W maju 2010 roku, według danych agencji badawczej ACNielsen, było to najpopularniejsze piwo w Portugalii z blisko 47-procentowym udziałem w rynku tego napoju. Głównym konkurentem kojarzonej z Lizboną marki Sagres jest wywodzące się z Porto piwo Super Bock.

## Historia marki
W 1934 roku powołano do życia przedsiębiorstwo Central de Cervejas, obecnie znane pod nazwą Sociedade Central de Cervejas e Bebidas, S.A. Browar powstał w mieście Vila Franca de Xira niedaleko Lizbony. Markę Sagres stworzono w 1940 roku, dla reprezentowania firmy podczas otwartej w maju tegoż roku Portugalskiej Wystawy Światowej.
Sagres było pierwszym portugalskim piwem, które sprzedawano za granicą. Pierwszym miejscem poza Portugalią, do którego trafiło piwo tej marki był Gibraltar. W dalszej kolejności rozpoczęto eksport do krain luzofońskich: na Azory, do Angoli, Goa, Gwinei Bissau, Makau, Mozambiku, Timoru, na Wyspy Zielonego Przylądka oraz Wyspy Świętego Tomasza i Książęcą.

## Podstawowe informacje
Nazwa Sagres pochodzi od wsi i przylądka noszących to samo miano. W ich okolicy w XV wieku Henryk Żeglarz założył akademię morską, która dała początek portugalskiej ekspansji kolonialnej.
Sztandarowym produktem marki jest piwo Sagres Branca, które producent opisuje jako „umiarkowanie bogaty” lager o „wytrawnym i przyjemnie gorzkim smaku”. Jest to jasne piwo o złocistym kolorze.
Piwo dystrybuowane jest, w zależności od odmiany, w puszkach o pojemności 250, 330 i 500 ml, butelkach (zwrotnych i bezzwrotnych) o pojemności 200, 250, 330 ml i 1 l oraz kegach o pojemności 5, 20, 30 i 50 l.
Od 2009 marka Sagres jest sponsorem tytularnym portugalskiej ekstraklasy piłkarskiej i rozgrywek amatorskich, a od 1993 roku także sponsorem reprezentacji Portugalii.

## Produkty
W kwestii nagród przyznanych poszczególnym odmianom podany stan jest aktualny na lipiec 2012 roku.
- Sagres
  - Branca – podstawowa odmiana piwa Sagres, lager o zawartości alkoholu 5%. Zdobywca 12 złotych i 3 srebrnych medali Monde Selection oraz 6 innych nagród. Sprzedawane jest w butelkach 200 ml, 250 ml, 330 ml, 1 l, puszkach 250 ml, 330 ml, 1 l oraz beczkach 5 l, 20 l, 30 l i 50 l[3][6]
  - Preta – ciemne piwo gatunku dunkel (ciemny lager monachijski) o zawartości alkoholu 4,3% wprowadzone, podobnie jak Sagres Branca, w 1940 roku. Zdobywca 4 złotych i 3 srebrnych medali Monde Selection. Dostępne w butelkach o objętości 200 i 330 ml oraz 30-litrowych kegach[7][8].
  - Panaché – napój alkoholowy na bazie pilznera o aromacie cytryny, produkowany od 2010 roku. Zawiera 0,8% alkoholu, a wprowadzony został w 2010 roku. W sprzedaży w formie sześciopaków butelek[9][10].
- Sagres Bohemia – ciemny lager specjalny o kasztanowym kolorze i zawartości alkoholu 6,2%. Zdobywca 7 złotych medali Monde Selection i 5 innych nagród. Dostępny w butelkach o pojemności 330 ml i 30-litrowych beczkach[11][12].
  - Reserva 1835 – odmiana o wyższej zawartości alkoholu (6,6%) oraz ekstraktu słodowego[13].
- Sagres Zero – wprowadzona w 2005 roku seria, w której znalazły się bezalkoholowe (zawartość alkoholu 0,3%) odpowiedniki głównych wariantów piwa Sagres. W dystrybucji znajdują się butelki o pojemności 250 i 330 ml oraz puszki o objętości 330 ml[14].
  - Branca (lub Sagres Sem Álcool) – bezalkoholowa odmiana piwa Sagres Branca, laureat 2 złotych medali Monde Selection[14][15].
  - Preta – wprowadzone na rynek w 2007 roku bezalkoholowe ciemne piwo monachijskie[16].
  - Limalight – stworzona w 2008 roku odmiana napoju alkoholowego Sagres Limalight (patrz niżej)[17].

### Serie okresowe i wycofane odmiany
Pogrubiono serie limitowane aktualnie dostępne w sprzedaży.
- Bohemia D’ouro – jasny lager o zawartości alkoholu 5,7% i zrównoważonym słodko-gorzkim smaku. Miał stanowić próbę pozyskania klientów na północy kraju, w okolicach Porto, także poprzez nazwę kojarzącą się z rzeką Duero (port. Douro). Twarzą kampanii reklamowej był Vítor Baía, były bramkarz piłkarskiego klubu FC Porto. Dostępne było w butelkach o pojemności 330 ml. Na rynek trafiło w czerwcu 2007 roku[18][19],
- Chopp – lekki lager uwarzony w stylu brazylijskim (chope lub chopp oznacza w Brazylii piwo beczkowe) o owocowym aromacie i 4,9% alkoholu. Wprowadzone zostało w lutym 2006 roku z przeznaczeniem głównie dla licznej brazylijskiej społeczności w Portugalii. Dostępne było w butelkach 330 ml i kegach[20][21],
- Festa – wakacyjna odmiana wprowadzona w czerwcu 2011 roku. Było to jasne piwo filtrowane w temperaturze −2 °C o zawartości alkoholu 4,2%. Dostępne było w butelkach 200- i 330-mililitrowych. Wprowadzenie Sagres Festa połączone było z kampanią reklamową Sagres Somos Nós[22][23],
- Golo – limitowana edycja Sagres Branca wypuszczona na rynek w 2009 roku w celu uczczenia podpisania unowy sponsorskiej z portugalską ligą piłkarską. Sprzedawane było w butelkach 0,33 l, w zestawach po 6 (sześciopaki) lub w skrzynkach po 24 sztuki[24],
- Limalight – wprowadzone na rynek w czerwcu 2007 roku shandy o cytrynowym smaku i 4% alkoholu[25][26],
- Puro Malte – mocny jasny lager wprowadzony jako limitowana edycja w 2012 roku o zawartości alkoholu 6%. Dostępne jako sześciopaki butelek 330 ml[27][28].
- Preta Chocolate – wprowadzona w 2011 roku limitowana odmiana o silnym czekoladowym aromacie i zawartości alkoholu 4,1%. Sprzedawane jest w zestawach po sześć butelek o pojemności 0,33 l[29].
- Selecção – jasny lager o zawartości alkoholu 5,6% stworzony w maju 2006 roku z okazji udziału reprezentacji Portugalii w Mistrzostwach Świata[30].